# Ворен Хардинг
Ворен Гамалијел Хардинг (енгл. Warren Gamaliel Harding; Блуминг Грув, 2. новембар 1865 — Сан Франциско, 2. август 1923) је био 29. председник САД (1921 — 1923).
Рођен је у држави Охајо. Године 1914. постаје републикански сенатор.
Још пре него што је посао председник Хардинг је рекао: Америци није потребан хероизам него опоравак; не магична решења него нормалност; не револуција него обнова; не агитација већ разум; не хируршки захвати већ удобност .... Хардинг је на изборима за председника САД добио 60% гласова.
Конгрес, у ком су већина били републиканци, лако је добијао потписе за законе републиканског председника.
На једном од путовања је добио инфаркт и умро је у Сан Франциску.